# Malasia en los Juegos Paralímpicos de París 2024
Malasia estuvo representada en los Juegos Paralímpicos de París 2024 por un total de 28 deportistas, 24 hombres y cuatro mujeres.

## Medallistas
El equipo paralímpico malasio obtuvo las siguientes medallas:
| Nombre                  | Deporte                   | Evento                          |
| ----------------------- | ------------------------- | ------------------------------- |
| Oro                     |                           |                                 |
| Cheah Liek Hou          | Bádminton                 | Individual SU5 masculino        |
| Bonnie Bunyau Gustin    | Levantamiento de potencia | –72 kg masculino                |
| Plata                   |                           |                                 |
| Muhammad Ziyad Zolkefli | Atletismo                 | Peso F20 masculino              |
| Abdul Latif Romly       | Atletismo                 | Salto de longitud T20 masculino |
| Bronce                  |                           |                                 |
| Eddy Bernard            | Atletismo                 | 100 m T44 masculino             |